# 132 î.Hr.

## Nașteri
- dată necunoscută: Mitridates al VI-lea  (d. 63 î.Hr.)

## Decese
- dată necunoscută: Mitriade  (n. 195 î.Hr.)
- dată necunoscută: Attalus al III-lea  (n. 170 î.Hr.)